# ميغيل أنخيل سوريا
ميغيل أنخيل سوريا (بالإسبانية: Miguel Ángel Soria López)‏ هو لاعب كرة قدم إسباني، ولد في 26 مارس 1974 في بلنسية في إسبانيا. لعب مع نادي ليفانتي.